# Mono (RM)
Mono (stilizzato mono.) è il secondo mixtape del rapper sudcoreano RM, pubblicato il 23 ottobre 2018. RM ha definito Mono una playlist, mentre altre pubblicazioni si sono riferite ad esso come ad un mixtape.

## Antefatti
RM ha confermato la produzione del mixtape a marzo 2018 caricando un breve video di una canzone senza nome sull'account Twitter dei BTS. A giugno, il duo britannico Honne ha dichiarato in un'intervista che forse stava lavorando a della musica con lui. Gli Honne avevano acquisito interesse a collaborare con RM dopo aver scoperto online che era un loro fan, e averlo incontrato a Seul a seguito di una loro esibizione nella metropoli sudcoreana.
Il mixtape è stato annunciato ufficialmente sul profilo Twitter della Big Hit Entertainment il 20 ottobre 2018, giorno in cui sono state rese pubbliche anche tracklist, copertina e data di uscita. Si tratta del secondo mixtape del rapper dopo la pubblicazione dell'omonimo RM nel 2015, e il primo ad avere una distribuzione commerciale. La lista delle tracce è stata condivisa anche da RM, che ha descritto Mono più come una "playlist" che come un mixtape tradizionale. Il titolo rimanda al concetto di unicità.
Il 29 novembre 2022, in preparazione all'uscita di Indigo, primo album del rapper, Mono è stato caricato sulle piattaforme musicali sudcoreane.

## Descrizione
Mono contiene brani introspettivi cantati e rappati sia in inglese che in coreano, riassumendo, secondo l'interprete, "RM dal 2016 al 2018, parlando di me stesso". Ha due temi centrali, il senso di solitudine e il sentimento dello straniero, inteso sia come forestiero, sia come persona che può appartenere a qualunque luogo, ma mai completamente a un unico posto. Tale sensazione è espressa attraverso l'esplorazione di diversi tipi di dualità: sole/luna, amore/odio, eternità/vuoto.
Tokyo apre il mixtape con il suono delle campane di un tempio e il fischio di un treno che passa, e i testi, in linea con il titolo, un gioco di parole con donggyeong (동경?), che in coreano significa sia "Tokyo" sia "nostalgia", s'interrogano sul senso di smarrimento e d'inevitabilità, e sulla dicotomia tra odio e amore. Quest'ultima prosegue nella seconda traccia, Seoul: prodotta dagli Honne, in essa RM descrive la capitale coreana come dotata di "un'armonia a me familiare" e racconta tramite espedienti linguistici il suo rapporto teso con essa: il ritornello e la conclusione recitano "se amore e odio sono la stessa parola / ti amo Seul / Se amore e odio sono la stessa parola / ti odio Seul", e vengono contrapposti i verbi assonanti "living" (vivere) e "leaving" (lasciare). Il brano seguente, Moonchild, riflette sul dolore dell'esistenza e sul conforto trovato al chiaro di luna, con il titolo che rimanda alle persone che abbracciano il dolore e la depressione, a cui è rivolto un invito a resistere. L'intermezzo Badbye è composto da cori sintetici e rullii di batteria accompagnati dalla voce del cantante eAeon, ed esprime la sgradevolezza della separazione. Il titolo di Uhgood assona con la parola coreana che significa "disgiunzione", e nel testo il narratore si trova diviso tra ideale e reale. Everythingoes è una collaborazione con la rock band sudcoreana indipendente Nell ed evidenzia la capacità di recupero dello spirito umano, con i primi due minuti che consistono esclusivamente nella ripetizione delle parole "passerà; tutto, tutto, tutto va". Il mixtape si conclude con Forever Rain, che Tamar Herman di Billboard ha descritto come pervasa da "una sensazione di stanchezza e solitudine", con RM che rappa "Vorrei che piovesse tutto il giorno / Perché allora la gente non mi fisserebbe / Perché l'ombrello nasconderebbe il mio viso triste / Perché sotto la pioggia le persone sono occupate a pensare a se stesse". La pioggia è utilizzata dal rapper come soluzione alla solitudine, essendo il mezzo attraverso il quale incontra se stesso.

## Video musicali
L'uscita di Mono è stata accompagnata e seguita dal caricamento su YouTube di diversi video musicali. Quello di Forever Rain è un cartone animato in bianco e nero diretto da Choi Jae-hoon. È stato realizzato in due mesi da uno staff di quindici persone, e mostra RM camminare sotto la pioggia per raggiungere il sole, utilizzato come allegoria della speranza. Il video di Seoul, diretto da Choi Yong-seok dello studio Lumpens, mostra diverse località famose della capitale coreana, come il fiume Han, il torrente di Cheonggyecheon e l'isola di Seonyudo, oltre ad una breve inquadratura di RM seduto in un'auto fuori da un minimarket in riva al fiume, mentre conversa al telefono sui suoi progetti per lasciare la città; sullo schermo, intanto, scorre il testo della canzone. Anche il terzo e ultimo video, quello di Moonchild, è stato diretto da Choi. Nella clip, le parole del brano, come "Dici di voler morire, ma vivi un po' più duramente / Dici di voler lasciar andare, ma ti carichi di altro peso / Pensare di non pensare a niente è sempre pensare, sai", passano su uno sfondo di luci intermittenti, pixel ed elementi grafici brillanti, "offrendo un senso di conforto provocatorio, con la sagoma di RM visibile in alcuni punti" secondo Billboard.

## Accoglienza
| Recensione | Giudizio |
| ---------- | -------- |
| NME        |          |

Mono è stato recensito positivamente dalla critica. Crystal Bell di MTV ha descritto il mixtape come "ugualmente malinconico e stanco, con il tema della solitudine costante ovunque", e in esso RM "mette a nudo le sue profonde insicurezze in canzoni come Tokyo e Seoul". Saniya Shaikh di Rolling Stone India ha ritenuto che le tracce creino "un momento sonico che invita gli ascoltatori a scappare dalle bardature della temporalità, e sintonizzare il loro stato d'animo sulle sue riflessioni su onestà, conforto, solitudine, nostalgia e appartenenza, narrate attraverso il genio del suo lirismo e della sua composizione musicale". Vulture ha affermato che "queste tracce sono la terapia gratuita che il corpo, l'anima e il conto bancario richiedono collettivamente per prendere con calma qualunque inevitabile finimondo ci porterà questa settimana", aggiungendo che Mono "dà la stessa sensazione di quando ti accomodi in un bagno tiepido: purificante, con la giusta quantità di vapore e lenitivo al tatto"; sempre secondo Vulture, esso contiene "il più lento dei pezzi forti" e alcuni "tormentoni malinconici", con RM che rappa sussurrando in Forever Rain. Billboard l'ha giudicato più introspettivo del primo mixtape del rapper, definendo Moonchild "una tranquilla traccia alt R&B bilingue", Badbye "dolorosa" e Uhgood "meditabonda". La rivista ha inserito in seguito Mono al sesto posto della lista dei venti album K-pop più belli del 2018. Recensendo per NME, Rhian Daly l'ha definito "ricco di atmosfera e riflessivo", "una colonna sonora per quando si cammina per strada, meditando sulla vita e concentrandosi sui propri pensieri mentre il cielo cambia sfumatura", indicando Everythingoes come "fiore all'occhiello". Il critico musicale Kim Young-dae ha scelto Seoul come traccia migliore del mixtape per "la qualità semplice e classica della scrittura", e definito Forever Rain "uno dei lavori migliori prodotti da RM". Brandy Robidoux di Hollywood Life ha commentato che quest'ultima canzone era una delle tracce più oneste di RM, con il testo che afferma "Quando piove, sento di avere qualche amico / Continui a bussare alla mia finestra e a chiedermi come me la cavo / E io rispondo: Sono ancora ostaggio della vita / Vivo non perché non posso morire / Ma perché sono ancora intrappolato in qualcosa". CelebMix ha scritto che "la crescente sensibilità di un individuo di nome Nam-joon è chiaramente visibile, e ciò la rende una brillante playlist di formazione del nostro tempo".

## Tracce
Crediti tratti dal download digitale del mixtape, pubblicato dalla Big Hit Entertainment, e da SoundCloud.
1. Tokyo – 3:28 (Supreme Boi, RM)
2. Seoul – 4:35 (Honne, RM)
3. Moonchild – 3:25 (RM, Hiss Noise)
4. Badbye (feat. eAeon) – 1:52 (RM, El Capitxn)
5. Uhgood (어긋?, EogeutLR; lett. "fuori posto") – 3:14 (Sam Klempner, RM)
6. Everythingoes (feat. Nell) (지나가?, JinagaLR) – 3:42 (RM, Kim Jong-wan)
7. Forever Rain – 4:31 (RM, Hiss Noise, Adora)

## Formazione
Crediti tratti dal download digitale del mixtape, pubblicato dalla Big Hit Entertainment, e da SoundCloud.
- RM – voce (tutte le tracce), scrittura (tutte le tracce), fischiettio (traccia 1), ritornello (tracce 2-7), tastiera (tracce 3-4, 7), sintetizzatore (tracce 3-4), produzione (tracce 4, 6), produzione esecutiva, composizione, arrangiamento voci e rap, registrazione (tutte le tracce)
- Adora – scrittura (traccia 7), tastiera (traccia 7), sintetizzatore (traccia 7), produzione (traccia 7)
- Dr. Ko – mixer (traccia 6)
- eAeon – voce (traccia 4), ritornello (traccia 4)
- El Capitxn – editing digitale (tracce 1-3, 7), arrangiamento archi (traccia 3), scrittura (traccia 4), sintetizzatore (traccia 4), tastiera (traccia 4), produzione (traccia 4), produzione aggiuntiva del ritmo (traccia 5)
- Hiss Noise – editing digitale (tutte le tracce), scrittura (tracce 3, 7), tastiera (traccia 3), sintetizzatore (tracce 3, 7), produzione (tracce 3, 7)
- Honne – scrittura (traccia 2), produzione (traccia 2), tastiera (traccia 2), sintetizzatore (traccia 2), programmazione batterie (traccia 2), programmazione e controcanto aggiuntivo (traccia 2)
- Jung Jae-won – batteria (traccia 6)
- Kim Jong-wan – voce (traccia 6), scrittura (traccia 6), ritornello (traccia 6), produzione (traccia 6), tastiera (traccia 6), sintetizzatore (traccia 6), chitarra (traccia 6), mixer (traccia 6)
- Sam Klempner – coro (traccia 3), scrittura (traccia 5), tastiera (traccia 5), sintetizzatore (traccia 5), produzione (traccia 5)
- Lee Jae-kyung – chitarra (traccia 6)
- Lee Jung-hoon – basso (traccia 6)
- Lee Tae-wook – chitarra (tracce 4, 7)
- Ken Lewis – mixer (tracce 2, 3, 5, 7)
- Pdogg – co-produzione
- Supreme Boi – scrittura (traccia 1), tastiera (traccia 1), sintetizzatore (traccia 1), produzione (traccia 1)
- Yang Ga – mixer (tracce 1, 4)

## Successo commerciale
Mono è stato pubblicato a meno di tre giorni dalla conclusione della settimana di rilevazione dei dati musicali negli Stati Uniti, entrando nella Billboard 200 in posizione 26 con 21 000 unità equivalenti ad album, di cui 16 000 download digitali, e ha segnato la posizione migliore mai raggiunta da un solista sudcoreano fino a quel momento.
Il 6 aprile 2021, ha stabilito il record per il maggior numero di primi posti sulla classifica album di iTunes, arrivando in vetta in 121 territori.

## Classifiche
| Classifica (2018)     | Posizione massima |
| --------------------- | ----------------- |
| Australia             | 36                |
| Canada                | 22                |
| Estonia               | 2                 |
| Francia               | 115               |
| Irlanda               | 37                |
| Italia                | 51                |
| Lettonia              | 4                 |
| Lituania              | 3                 |
| Norvegia              | 17                |
| Paesi Bassi           | 29                |
| Repubblica Ceca       | 31                |
| Spagna                | 19                |
| Stati Uniti d'America | 26                |
| Svezia                | 28                |
| Svizzera              | 20                |
| Ungheria              | 38                |